# Sosnowe (obwód czerkaski)
Sosnowe (ukr. Соснове), w latach 1941–2024 Perwomajśke (ukr. Первомайське) – wieś na Ukrainie, w obwodzie czerkaskim, w rejonie czerkaskim, w hromadzie Moszny. W 2001 liczyła 623 mieszkańców, spośród których 612 wskazało jako ojczysty język ukraiński, a 11 rosyjski.
Pod nazwą Plewaky (ukr. Плеваки) lub Pliwaky (ukr. Плiваки) miejscowość notowana była od połowy XVII wieku. Słownik geograficzny Królestwa Polskiego i innych krajów słowiańskich w 1887 roku opisywał ją następująco:

Pliwaki, wś, pow, czerkaski, par. praw. Bereźniaki, ma 440 mk. W 1746 r. było tu 20 chat. Należy do dóbr Kumejki, hr. Branickich.

W edycji tegoż słownika z 1902 roku opis brzmiał zaś tak:

Plewaki, Pliwaki t. VIII, 267, wś nad Dnieprem, pow, czerkaski, gm. Szelepuchy, st. poczt. Moszny 9 w. , 39 w. od Czerkas, 144 dm. , 758 mk. , szkółka cerk. , 3 wiatraki, przystań dla spławu drzewa.

22 marca 1941 roku Prezydium Rady Najwyższej Ukraińskiej SRR uchwaliło zmianę nazwy wsi na Perwomajśkie. 19 września 2024 Rada Najwyższa Ukrainy poparła wniosek o zmianę nazwy wsi na Sosnowe. Weszła ona w życie 26 września 2024.